# Vanessa Amorosi
Vanessa Amorosi, née le 8 août 1981 à Melbourne, est une auteure-compositrice-interprète australienne. La vente combinée de ses singles et de ses albums a atteint plus de 2 millions à travers le monde.
Vanessa Amorosi est devenue la troisième chanteuse féminine australienne la plus populaire après Kylie Minogue et Tina Arena.

## Biographie
Amorosi est née à Melbourne de parents à la fois chanteurs professionnels et danseurs travaillant dans le restaurant du théâtre australo-asiatique Cabaret Circuit. Elle a toujours été entourée de musique et de chant et ceci a eu un impact profond sur sa vie. À l'âge de quatre ans déjà, Amarosi et ses jeunes sœurs prenaient des cours de claquettes, de jazz, et des cours de ballet classique dans une école de danse dirigée par son oncle.
Le grand tournant est survenu lorsque, à 14 ans, Vanessa Amorosi a décroché un travail à temps partiel à chanter dans un restaurant russe, le Matrioshka à Cargenie, Melbourne. Ses performances précédentes faisaient partie des  activités régulières en classe, auxquelles tous les enfants sont engagés à participer à ces activités. Les performances dans ce restaurant russe étaient cette fois différentes. Amarosi était à l'honneur, et cette fois avait les projecteurs braqués sur elle, et c'est là que la voix puissante de l'adolescente fut repérée par  le producteur TV Jack Strom.  Strom avait récemment créé une société de management pour artistes avec Mark Holden. Amorosi était réticente et peu convaincue de s'engager avec Strom et Holden.  De nombreuses personnes lui avaient auparavant promis de faire d'elle une star et elle n'avait rien vu arriver.
Mais finalement, ils réussirent à la convaincre, lui faire  signer un contrat en 1997, et commencèrent à travailler pour la sortie de son premier disque. Après avoir été rejetée par  toutes les grandes maisons de disques, un accord fut signé avec  Transistor Music Australia. Amorosi était leur première recrue australienne. En mai 1999, elle s'est rendue à Londres pour enregistrer plusieurs pistes, y compris son premier single avec le producteur Steve Mac, connu pour son travail  pour les artistes pop Boyzone Five et  Westlife.
Le premier single "Have a Look" a projeté Amorosi dans le top 20 national Australien. Sa carrière démarrait. Son deuxième single, "Absolutely Everybody" atteignit la troisième place et passa 27 semaines dans le Top 40, l'un des plus longs records de tous les temps pour un single australien. Avec l'album "The Power" c'était la première fois une artiste australienne atteignit le numéro un des charts Australiens nationaux avec son premier album. En tout, son album produit quatre grands succès et un intérêt pour ses disques à travers toute l'Europe,
En septembre 2000, Vanessa Amorosi fut l'unique artiste à figurer aux deux cérémonies d'ouverture et de clôture des Jeux olympiques de Sydney.

## Discographie

### Albums et classement
| Année                                                                                        | Album | Position                          | Position                          | Position                          | Position                          | Certifications                       |
| Année                                                                                        | Album | AUS                               | AUT                               | ALL                               | SUI                               | Certifications                       |
| -------------------------------------------------------------------------------------------- | --- | --------------------------------- | --------------------------------- | --------------------------------- | --------------------------------- | ------------------------------------ |
| 2000                                                                                         | The Power - Date de sortie : 3 avril 2000 - Label: BMG (#CCBK7042) - Format: CD                                       | 1                                 | 21                                | 7                                 | 15                                | - ARIA: 4× Platinum - IFPI-GER: Gold |
| 2002                                                                                         | Change[a] - Date de sortie : 18 novembre 2002 - Label: Universal (#066 893-2) - Format: CD                            | —                                 | —                                 | 64                                | —                                 |                                      |
| 2008                                                                                         | Somewhere in the Real World - Date de sortie : 24 mai 2008 - Label: Universal (#1720309) - Format: CD, Téléchargement | 4                                 | —                                 | —                                 | —                                 | - ARIA: Gold                         |
| 2009                                                                                         | Hazardous - Date de sortie : 6 novembre 2009 - Label: Universal (#2724567) - Format: CD, Téléchargement               | 7                                 | —                                 | —                                 | —                                 | - ARIA: Platinum                     |
| 2013                                                                                         | V - Date de sortie : TBA 2013 - Label: Universal - Format: CD, Téléchargement                                         | Sortie prévueTBA (To be released) | Sortie prévueTBA (To be released) | Sortie prévueTBA (To be released) | Sortie prévueTBA (To be released) |                                      |
| "—" indique sorties d'albums qui n'ont pas été répertoriées ou pas été éditées dans ce pays. | |                                   |                                   |                                   |                                   |                                      |

Notes
- a ^ Édité en Allemagne uniquement.

### Compilations
- Turn to Me (2001)
- The Best of Vanessa Amorosi (2005)